# Ackas kyrka
Ackas kyrka är en kyrka i Ackas i Finland. Den planerades av Charles Bassi och byggdes åren 1816-1817. Kyrkan fick sin nuvarande form på 1880-talet, och fick då sina första orglar och sin nuvarande altartavla, målad av Juho Forssell.
Ackas kapell torde ha bildats i början 1400-talet att döma av att den motsvarande förvaltningssocknen Saarioinen fanns till redan 1390. Det utgjorde en självständig kyrksocken år 1483 men hade före det varit ett kapell under Sääksmäki. Omkring år 1500 bildades Urdiala kapell under Ackas. Kapellet nämns första gången. år 1540.